# Dombergets slott
Dombergets slott, (estniska: Toompea loss), i finlandssvenska och historisk rikssvenska även Revals slott, är ett slott på Domberget i Gamla staden i Tallinn. Borgens äldsta föregångare uppfördes omkring 800-talet och byggdes ut efter den danska erövringen på 1200-talet till en omfattande borganläggning, vars yttermurar till stor del är bevarade. Under senare delen av medeltiden fungerade slottet som regionalt högkvarter för Livländska orden, och blev därefter administrativt centrum för Svenska Estland 1561. Slottet byggdes om till barockpalats under den ryska epoken på 1700-talet, då det var säte för de ryska guvernörerna och administrationen. Sedan 1922, då en parlamentsbyggnad i expressionistisk stil byggdes till, är slottet säte för Estlands parlament, Riigikogu.

## Historia
Platsen är befäst sedan förkristen tid och är omtalad i estnisk mytologi. Domberget är troligen befäst sedan åtminstone 800-talet och vid borgen fanns en handelsplats. År 1219 intogs den dåvarande borgen av Valdemar Sejrs danska korsfarare under slaget vid Lindanäs, som sammankopplas med legenden om Dannebrogens tillkomst. Den borg som därefter uppfördes under det danska styret kallades Castrum Danorum, "danska borgen", på latin, Taanilinnus på estniska, vilket troligen är ursprunget till det moderna namnet Tallinn. Borgen övertogs av Svärdsriddarorden 1227, som lät bygga om borgen. 1237 återgick borgen i dansk ägo, men såldes sedermera till Svärdsriddarnas efterföljare Livländska orden 1346. Orden inrättade borgen i enlighet med sina religiösa regler, med ett kapell, ett kapitelhus och ett dormitorium. Flera av de idag återstående tornen tillkom också under denna tid, "Pilsticker" (lågtyska för "pilvässaren"), "Stür den Kerl" ("håll fienden stången"), "Landskrone" ("Landskrona") och "Langer Hermann" ("Långe Hermann"). Av dessa är Långe Hermann (estniska: Pikk Hermann) det mest kända och är en av Estlands nationalsymboler, då Estlands flagga hissas här vid parlamentet dagligen och är synlig från stora delar av Tallinn.

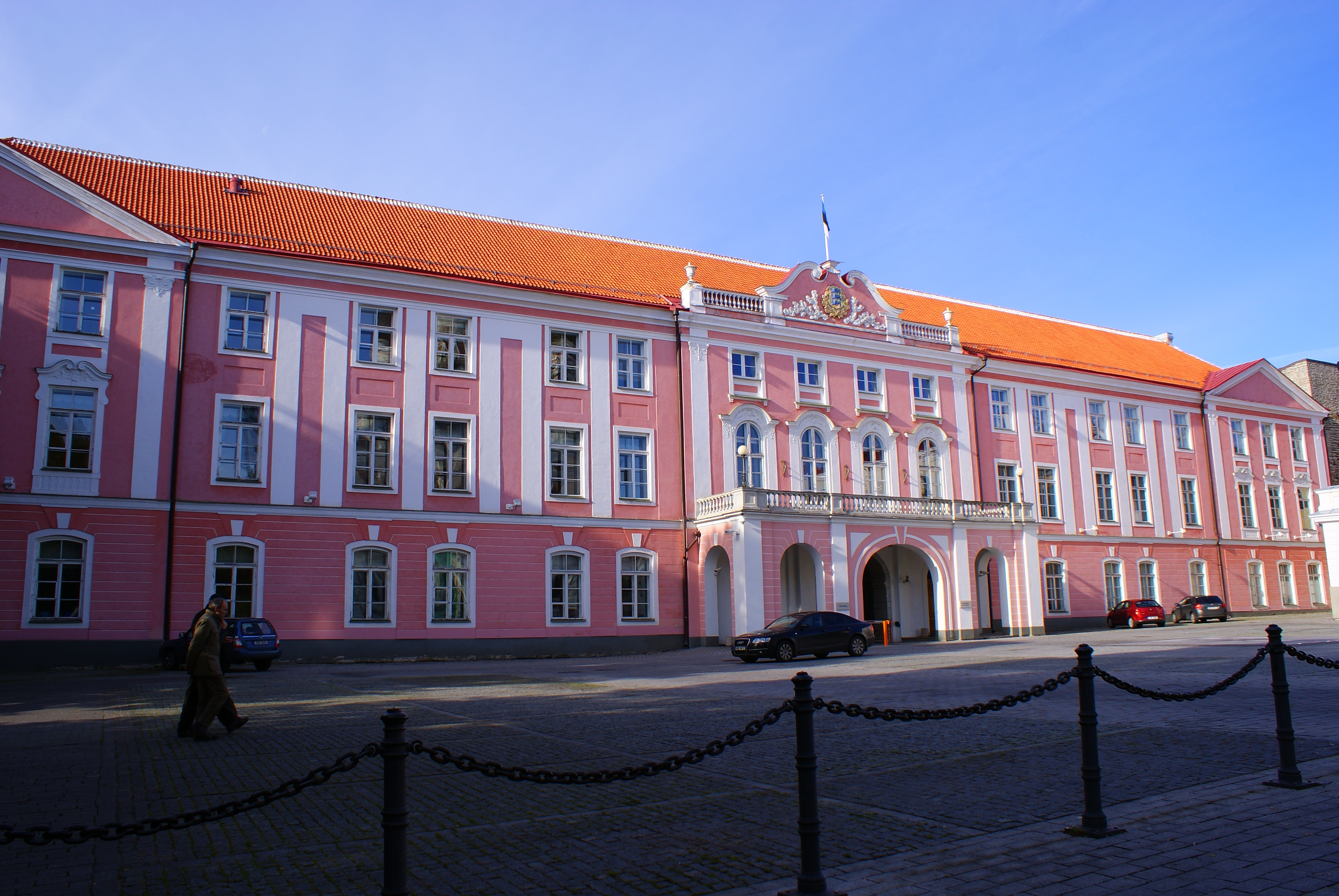
Slottets barockfasad och huvudportal, uppförd i början av 1700-talet under den ryska epoken.

1561 blev slottet och Tallinn del av Svenska Estland och omvandlades under den svenska epoken till administrativt centrum för Estland. 1710 ockuperades Tallinn och Estland av Ryssland under Peter den stores regering, vilket bekräftades genom freden i Nystad 1721. Under den ryska epoken uppfördes de barocka och nyklassicistiska flyglarna efter ritningar av Johann Schultz, som administrativt centrum och guvernörsresidens för Guvernementet Estland.
Efter Estlands självständighetsförklaring 1918 uppfördes en ny parlamentsbyggnad för Estlands parlament, Riigikogu, på den plats där ordensriddarnas klosterbyggnader tidigare stod. Parlamentshuset ritades av Eugen Habermann och Herbert Johanson i expressionistisk stil, och fungerar sedan färdigställandet 1922 som säte för Riigikogu. Under sovjetepoken var byggnaden säte för Högsta sovjet i Estniska SSR men blev åter republikens parlamentsbyggnad vid självständigheten.